# Amisano Gino Valenza
Pour les articles homonymes, voir AGV.
Amisano Gino Valenza ou AGV SpA est une société italienne, fondée en 1947, spécialisée dans la fabrication de casques de moto. Elle est implantée à Alexandrie, dans le Piémont.

## Historique

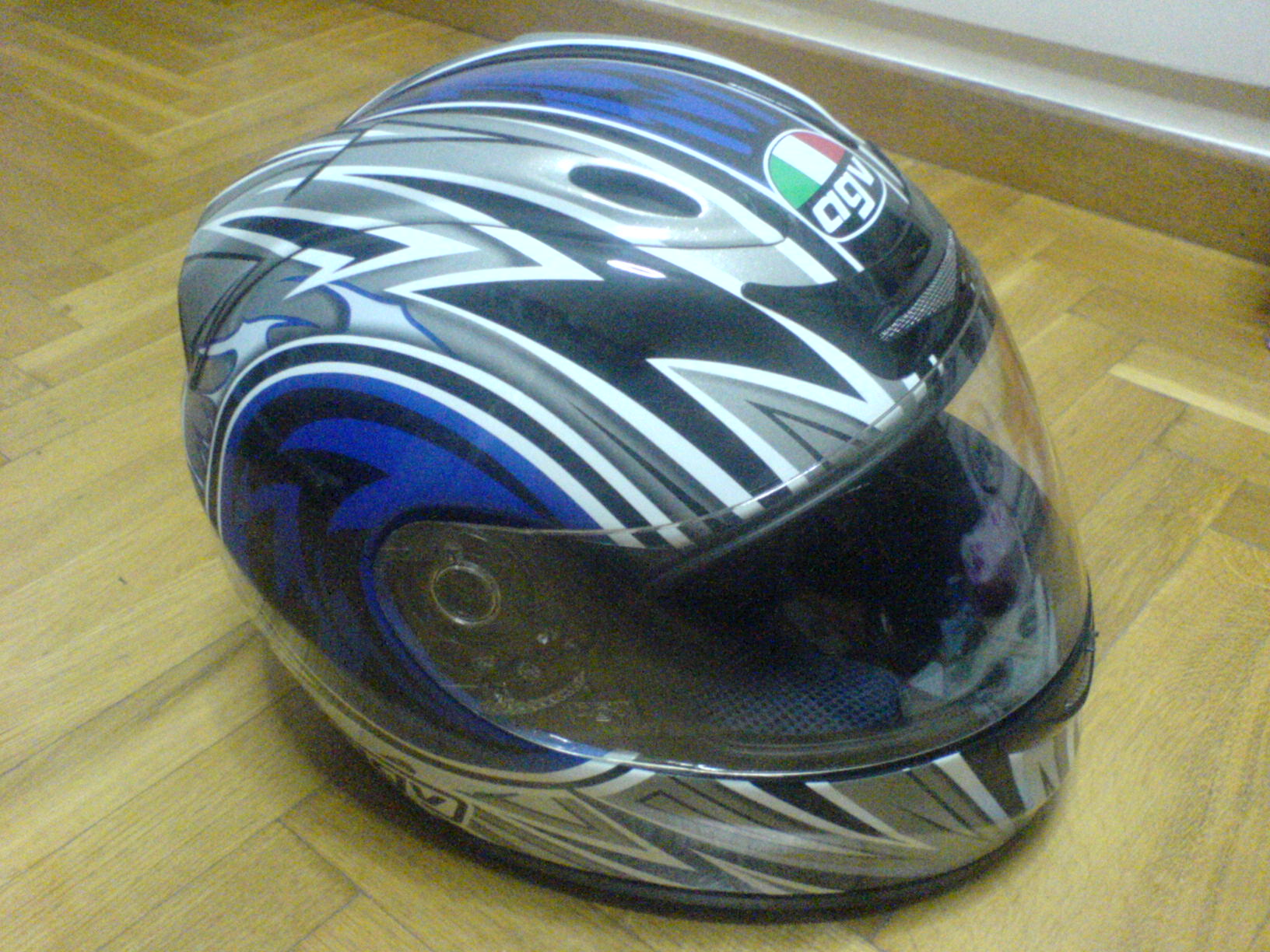
Casque AGV Airtech

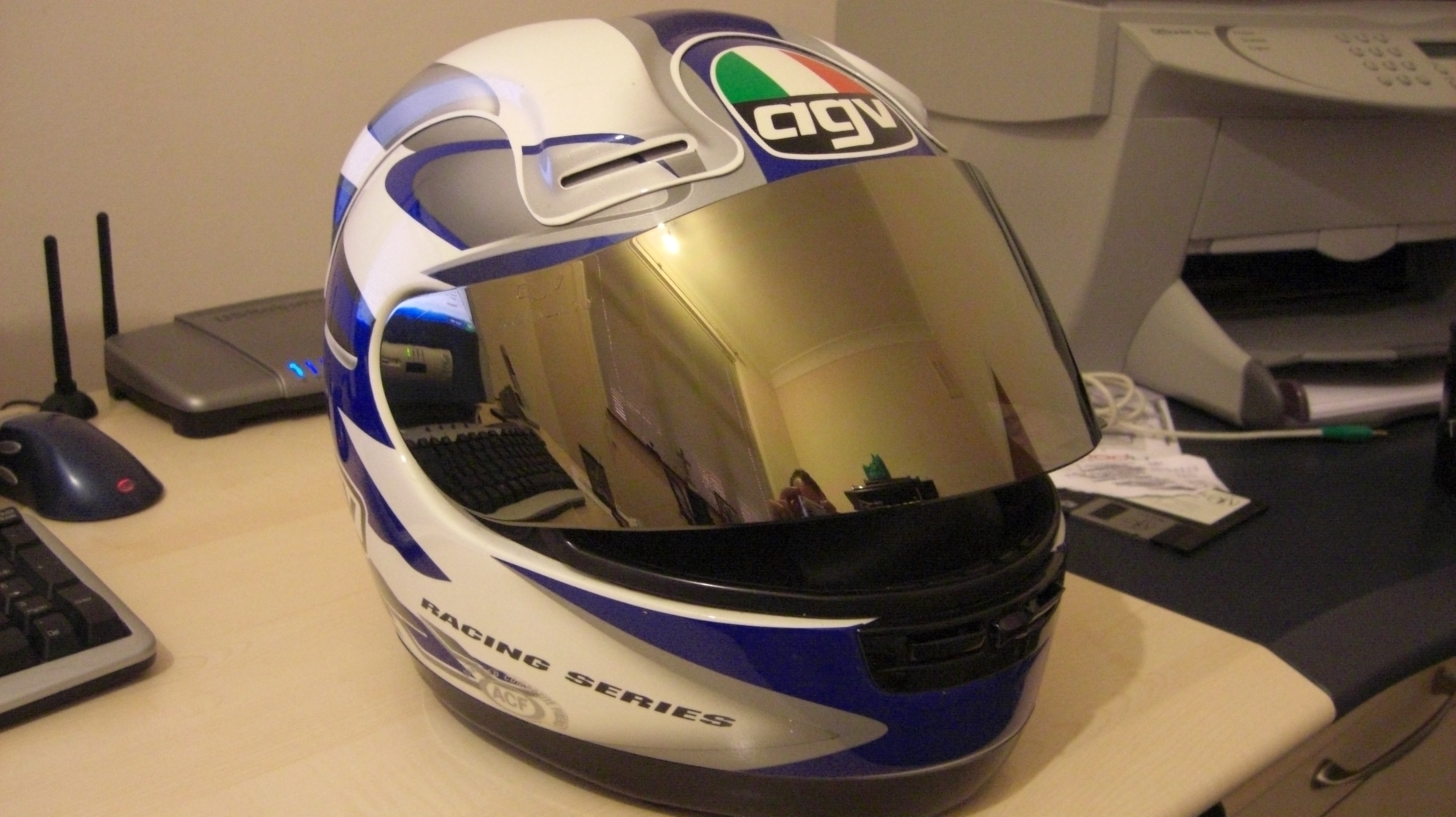
Casque AGV X-Vent R

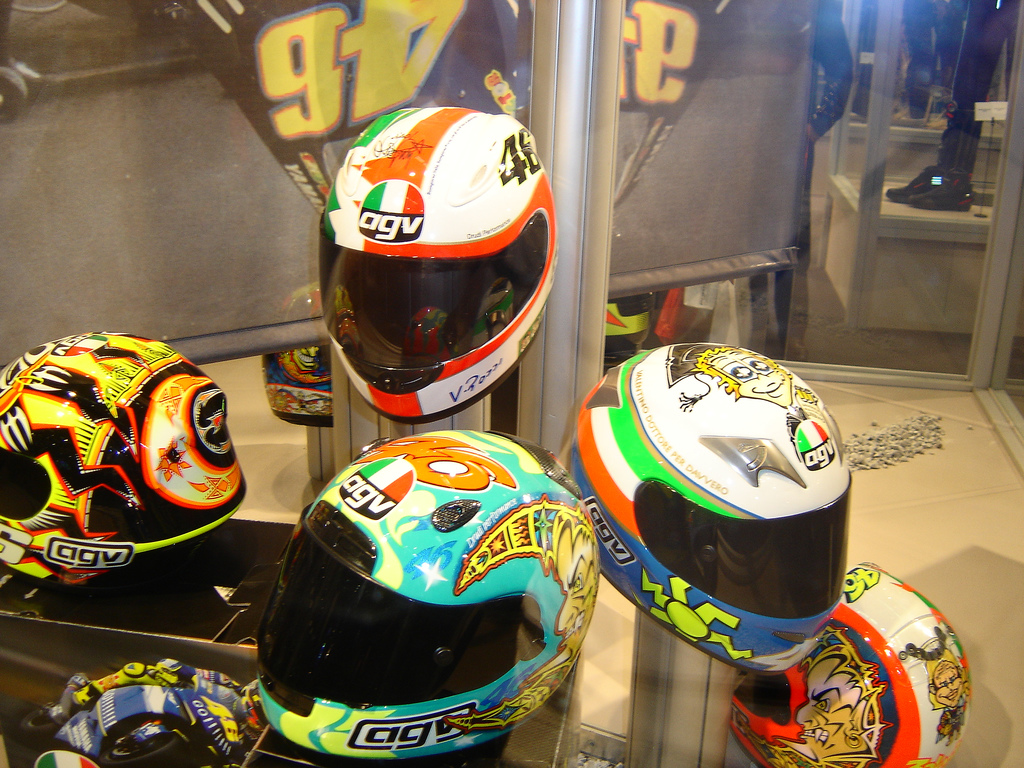
Casques AGV de Valentino Rossi.

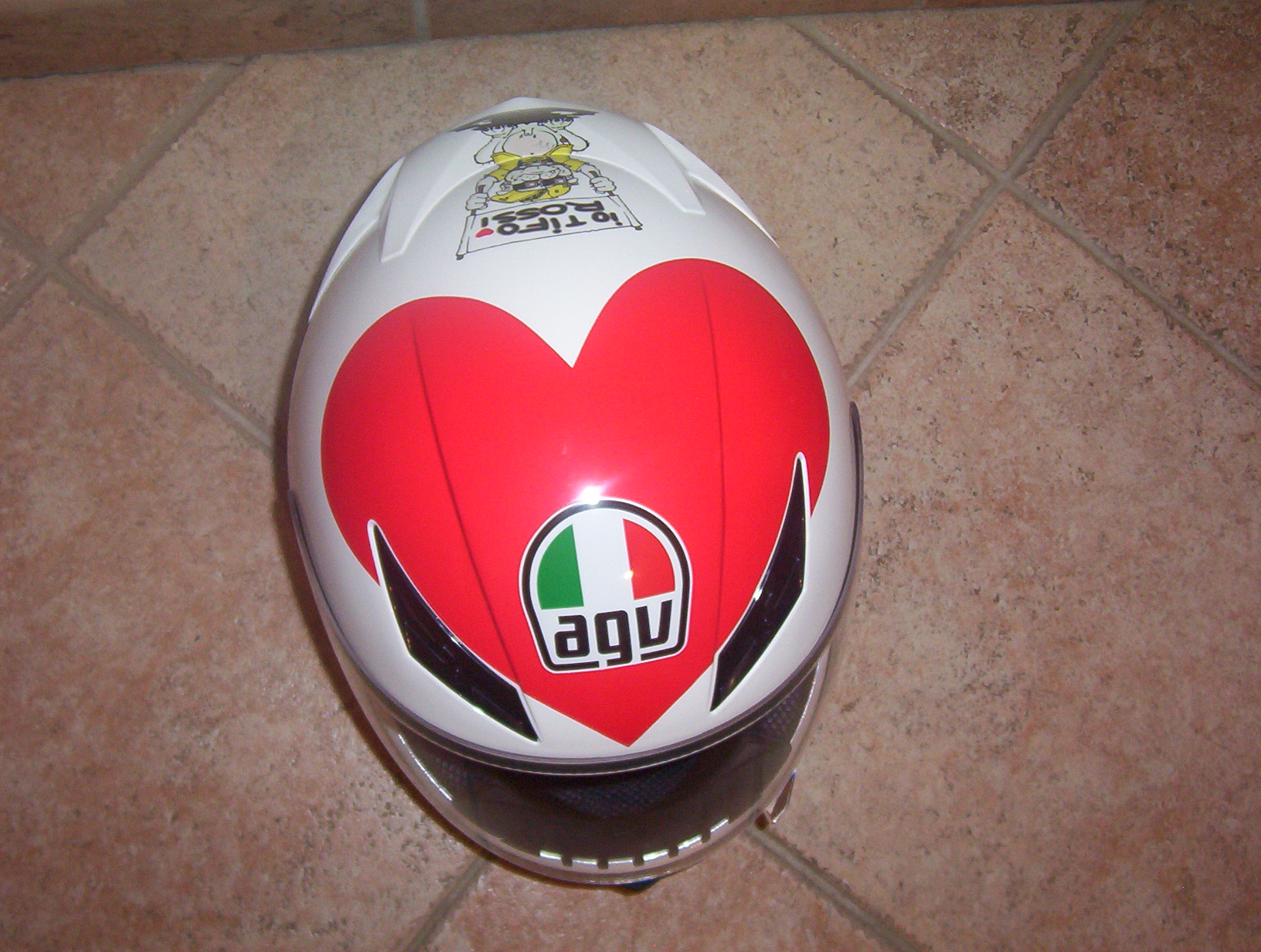
Réplique du casque que portait Valentino Rossi lors du Grand Prix d'Italie 2007

En 1946, AGV commence par fabriquer des sièges en cuir et des selles de moto. Une année plus tard, en 1947, elle entreprend la réalisation de casques de moto.
AGV rivalise avec des marques de casques « haut de gamme » comme Arai et Shoei au Japon, Shark en France, Schuberth en Allemagne, Bell aux États-Unis et d'autres fabricants italiens comme Suomy, Nolan, X-lite, Givi ...
Bien que de nombreux coureurs de vitesse moto aient porté des casques AGV, la marque est le plus souvent associée aux deux multiples champions du monde italiens Giacomo Agostini et Valentino Rossi qui les ont utilisés pendant une grande partie de leur carrière. Barry Sheene a également porté des casques AGV, mais a changé ensuite pour Arai, de même que Giacomo Agostini. Dans le passé, la marque a également équipé des champions du monde de Formule 1 comme Niki Lauda, Emerson Fittipaldi, Alan Jones ou Nelson Piquet.
Parmi les champions motos, on peut citer Giacomo Agostini, Angel Nieto, Franco Uncini, Barry Sheene, Kenny Roberts, Marco Lucchinelli, Randy Mamola, Wayne Rainey, Max Biaggi, Loris Capirossi, Valentino Rossi, Manuel Poggiali. Ces coopérations ont apporté de nombreuses victoires à AGV et plus de 130 titres de Championnat du monde, en plus de l'établissement définitif de la marque AGV à une échelle mondiale.
Valentino Rossi portait toujours des casques AGV, il était le représentant de la marque en MotoGP avec notamment son demi-frère Luca Marini et Franco Morbidelli.
En 250 cm3, Hector Barbera, Lukas Pesek, Mattia Pasini et Marco Simoncelli portent des casques AGV, alors qu'en 125 cm3, ce sont Raffaele De Rosa et Michael Ranseder qui sont sponsorisés par la marque.
En 2007, le fabricant italien Dainese rachète AGV à la société belge IMAG, lui rendant ainsi sa nationalité italienne.
En juillet 2009, Gino Amisano, le fondateur de la marque, décède des suites d'une pneumonie à l'âge de 89 ans.